# Iglesia de Satán
La Iglesia de Satán es una organización religiosa con estatus legal reconocido en Estados Unidos, fundada el 30 de abril de 1966 por Anton Szandor LaVey en San Francisco, California, en celebración de la Noche de Walpurgis, día que según su sistema sería considerado como el inicio del año I del reinado de Satanás.
Actualmente, el Sumo Sacerdote de la Iglesia de Satán es Peter H. Gilmore.

## Filosofía
La filosofía de la Iglesia de Satán tiene un carácter ateísta y simbólico. De acuerdo a esta perspectiva, el diablo o Satán no es una entidad real y descriptible, sino un símbolo que representa ciertos valores con los cuales los satanistas se sienten identificados:
Los principios fundamentales de la Iglesia de Satán fueron explicitados por su fundador, Anton Szandor LaVey, en su libro La Biblia Satánica. Allí LaVey escribió las Nueve Declaraciones Satánicas, que explicitan qué representa Satán para él:

1. Satán representa complacencia, en lugar de abstinencia.
2. Satán representa la existencia vital, en lugar de sueños espirituales.
3. Satán representa la sabiduría perfecta, en lugar del autoengaño hipócrita.
4. Satán representa amabilidad hacia quienes la merecen, en lugar del amor malgastado en ingratos.
5. Satán representa la venganza, en lugar de ofrecer la otra mejilla.
6. Satán representa responsabilidad para el responsable, en lugar de vampiros psíquicos.
7. Satán representa al hombre como otro animal, algunas veces mejor, otras veces peor que aquellos que caminan en cuatro patas, el cual, por causa de su "divino desarrollo intelectual", se ha convertido en el animal más vicioso de todos.
8. Satán representa todos los así llamados pecados, mientras lleven a la gratificación física, mental o emocional.
9. Satán ha sido el mejor amigo que la iglesia siempre ha tenido, ya que la ha mantenido en el negocio durante todo este tiempo.

Además de las Declaraciones Satánicas, LaVey escribió las 11 Reglas Satánicas de la Tierra, una lista de preceptos que los miembros de la iglesia deben seguir:

1. No des opiniones a menos que te las hayan pedido.
2. No cuentes tus problemas a otros a menos que estés seguro que quieren escucharlos.
3. Cuando visites la morada de otra persona, muestra respeto o no vayas.
4. Si un invitado en tu morada te molesta, trátalo cruelmente y sin compasión.
5. No hagas avances sexuales a menos que te hayan dado una señal de apareamiento.
6. No tomes lo que no te pertenezca, a menos que sea una carga para la persona y esté pidiendo a gritos ser tomado.
7. Reconoce el poder de la magia si la has utilizado exitosamente para lograr tus deseos. Si niegas el poder de la magia luego de haberla usado con éxito, perderás todo lo que has obtenido.
8. No te quejes de nada que no te involucre.
9. No dañes a niños pequeños.
10. No mates animales no-humanos, a menos que te ataquen o sea por comida.
11. Cuando camines en territorio libre, no molestes a nadie. Si alguien te molesta, pídele que se detenga. Si no se detiene, destrúyelo.

Con el satanismo, LaVey busca revalorizar a Satán como la parte carnal de la naturaleza humana, que con anterioridad al cristianismo era vista positivamente y estaba asociada al dios Dioniso o Pan, y los sátiros o faunos.
Aunque la Iglesia de Satán nunca ha dado cifras de sus adherentes, se sabe que tiene miembros alrededor del mundo.

## Historia
En la década de 1960, Anton Szandor LaVey formó un grupo llamado la Orden del Trapezoide, que más tarde se convirtió en el órgano rector de la Iglesia de Satán. El grupo incluía a: "La Baronesa" Carin de Plessen, el Dr. Cecil Nixon, Kenneth Anger, el tasador de la ciudad de San Francisco Russell Wolden, y Donald Werby. Según la historiografía de la Iglesia de Satán, otros asociados de LaVey de esta época incluyen a reconocidos escritores de ciencia ficción y horror como Anthony Boucher, August Derleth, Robert Barbour Johnson, Reginald Bretnor, Emil Petaja, Stuart Palmer, Clark Ashton Smith, Forrest J. Ackerman, y Fritz Leiber Jr.
La Iglesia de Satán se estableció en la Casa Negra en San Francisco, California, en la Noche de Walpurgis, el 30 de abril de 1966, por LaVey, quien fue el Sumo Sacerdote de la iglesia hasta su muerte en 1997.
En el primer año de su fundación, LaVey y la Iglesia de Satán realizaron públicamente un matrimonio satánico entre Judith Case y el periodista John Raymond. La ceremonia fue presenciada por Joe Rosenthal. LaVey realizó el primer bautismo satánico registrado públicamente en la historia para su hija menor, Zeena, lo que atrajo la atención mundial y fue originalmente grabado en el LP The Satanic Mass. Un funeral satánico para el maquinista naval de tercera clase Edward Olsen fue realizado a petición de su esposa, completo con una guardia de honor.
La Iglesia de Satán fue objeto de numerosos libros, artículos en revistas y periódicos durante las décadas de 1960 y 1970. También es el tema de un documental, *Satanis* (1970). LaVey apareció en la película de Kenneth Anger Invocation of My Demon Brother, actuó como asesor técnico en The Devil's Rain, que protagonizó Ernest Borgnine, William Shatner, y presentó a John Travolta. La Iglesia de Satán también fue presentada en un segmento de la película de Luigi Scattini Angeli Bianchi, Angeli Neri, lanzada en los Estados Unidos como Witchcraft '70.
En 1972, LaVey dejó de realizar rituales semanales en la Casa Negra y anunció que estos se llevarían a cabo en las grutas locales. Luego, el 27 de septiembre de 1974, declaró el fin de todas las organizaciones regionales y que los miembros individuales y las grutas deberían presentarse a la Gruta Central de la Iglesia en San Francisco. LaVey llamó a este movimiento "Fase IV de su plan maestro".

### Después de LaVey
Después de la muerte de Anton Szandor LaVey el 29 de octubre de 1997, el papel de Sumo Sacerdote estuvo vacante por algún tiempo. El 7 de noviembre de 1997, Karla LaVey hizo un comunicado de prensa sobre la continuación de la iglesia con la colega Suma Sacerdotisa Blanche Barton. Barton eventualmente recibió la propiedad de la organización, la cual mantuvo durante 4 años. Karla LaVey finalmente abandonó la Iglesia de Satán y fundó la Primera Iglesia Satánica. El 16 de octubre de 2001, la Casa Negra, el hogar original de la Iglesia, fue demolida después de que un esfuerzo de recaudación de fondos no lograra reunir lo suficiente para comprarla. (En 1992, LaVey había vendido la casa a un desarrollador inmobiliario para recaudar dinero para resolver un divorcio, pero el desarrollador permitió que LaVey continuara viviendo en la casa de forma gratuita).
En 2001, Blanche cedió su posición a los miembros de larga duración Peter H. Gilmore y Peggy Nadramia, los actuales Sumo Sacerdote y Suma Sacerdotisa y editores de The Black Flame, la revista oficial de la Iglesia de Satán, quienes dirigían un grupo activo en Nueva York. La Oficina Central de la Iglesia de Satán también se ha mudado de San Francisco al vecindario Hell's Kitchen de la ciudad de Nueva York, donde reside la pareja.
En octubre de 2004, la Royal Navy reconoció oficialmente a su primer satanista registrado, Chris Cranmer, de 24 años, como técnico a bordo del HMS Cumberland.

## Escisiones
Hasta la fecha, ha habido tres grandes escisiones en el seno de la Iglesia de Satán:
- Templo de Set: Fue creado en 1975 por Michael Aquino, hombre de confianza de Anton Lavey. Uno de sus textos primordiales es The Book of Coming forth by Night, este libro fue escrito por Michael Aquino bajo la voz del dios Set.
- Templo del Vampiro: Fue fundado por Lucas Martel, amigo íntimo de LaVey en 1989. A pesar de escindirse de la Iglesia de Satán, jamás planteó una disputa áspera y violenta con la organización matriz. Antes bien, aún hoy prosigue la colaboración entre ambos grupos.
- Primera Iglesia Satánica: Fue una refundación y escisión de la Iglesia de Satán realizada el 31 de octubre de 1999 por Karla LaVey para continuar con el legado de su padre, Anton LaVey. Esto se debió a que tras la muerte de Anton LaVey, una nueva administración asumió el control de la Iglesia de Satán y su sede se trasladó a Nueva York, más concretamente al barrio de Hell's Kitchen, en Manhattan. Karla LaVey sintió que no se hacía justicia al legado de su padre y decidió volver a fundar la Iglesia Satánica, que aún sigue funcionando en San Francisco, California, del mismo modo en que su padre la había dirigido cuando estaba vivo.

## Membresía
La Iglesia de Satán afirma que no solicita membresías ni proselitiza. Las personas que buscan convertirse en miembros deben ser legalmente consideradas adultas en su país de residencia. A partir de al menos enero de 2023, ninguna persona "menor de la edad legal de consentimiento" puede unirse a la Iglesia de Satán, con la excepción de aquellos cuyos "padres o tutores legales ya son miembros en pleno derecho".
Los Miembros Activos comienzan en el Primer Grado. Uno debe solicitar y ser aprobado para ser Miembro Activo, lo cual está sujeto a las respuestas de una serie extensa de preguntas. No se puede solicitar grados superiores, y los requisitos para cada grado no son públicos. La promoción a un grado superior se realiza solo por invitación. Los miembros de los grados Tercero a Quinto constituyen el Sacerdocio y pueden ser llamados "Reverendo" (aunque los títulos de "Magister/Magistra" y "Magus/Maga" se utilizan más comúnmente cuando se hace referencia a miembros del Cuarto y Quinto Grado, respectivamente). Los miembros del Quinto Grado también pueden ser conocidos como "Doctor", aunque "El Doctor" usualmente se refiere a LaVey. Las membresías pueden ser terminadas a discreción del cuerpo gobernante de la Iglesia de Satán, compuesto por el Sumo Sacerdote, la Suma Sacerdotisa y el Consejo de los Nueve.
La iglesia enfatiza que no es necesario unirse a la organización para considerarse satanista, y que solo es necesario reconocerse a uno mismo en La Biblia Satánica y vivir de acuerdo con los principios allí establecidos.
Dado que la Iglesia de Satán no publica información sobre sus miembros, no se sabe cuántos miembros pertenecen a la Iglesia. Sin embargo, según una entrevista con la Iglesia de Satán, "el interés en la Iglesia de Satán y el satanismo está creciendo constantemente, si tomamos en cuenta nuestros buzones, máquinas contestadoras y de fax, y correos electrónicos". Otra fuente (The Washington Post) afirma que la iglesia declaró tener "cientos de miles" de miembros. Sin embargo, según Joseph Laycock, la Iglesia creció rápidamente en sus primeros cinco años antes de declinar, y tenía un estimado de 250 miembros (según una fuente). Según The Washington Post, hasta al menos 1998, la membresía de la Iglesia nunca superó los "300".